# Klinika za traumatologiju KBC-a "Sestre milosrdnice"
Klinika za traumatologiju KBC-a "Sestre milosrdnice"  jedina je klinika u Republici Hrvatskoj specijalizirana za zbrinjavanje traumatoloških i ortopedskih bolesnika.

## Povijest Klinike za traumatologiju
Početkom rada Klinike za traumatologiju smatra se otvorenje ratne bolnice, u kojoj su, u prostorijama Više djevojačke škole u Draškovićevoj ulici 19 u Zagrebu smještani i liječeni ranjenici iz Prvoga svjetskoga rata. U međuratnom razdoblju u tim prostorijama djeluje Prva kirurška klinika Medicinskoga fakulteta u Zagrebu. Po završetku Drugoga svjetskoga rata, točnije 16. kolovoza 1948. osnovana je Traumatološka bolnica, koja odlukom Znanstveno-nastavnoga vijeća Medicinskoga fakulteta Sveučilišta u Zagrebu 1983. godine postaje Klinikom za traumatologiju Zagreb. Djelatnici Klinike aktivno sudjeluju u Domovinskom ratu formiranjem ratnih bolnica na prvim crtama bojišnice, a u Klinici je liječen veliki broj civilnih i bojnih ranjenika. Od 20. srpnja 2010. Klinika za traumatologiju djeluje u sklopu Kliničkog bolničkog centra Sestre milosrdnice u Zagrebu.

## Klinika za traumatologiju danas
Klinika za traumatologiju danas je specijalizirana za zbrinjavanje traumatoloških i ortopedskih bolesnika te zauzima vodeće mjesto u uvođenju najsuvremenijih metoda liječenja, kao i znanstvenog pristupa u zbrinjavanju ozljeda i bolesti lokomotornog sustava. Osim toga, Klinika je i nastavna institucija te sudjeluje u izvođenju dodiplomske i poslijediplomske nastave Medicinskog fakulteta Sveučilišta u Zagrebu, kao i u trajnoj edukaciji u okviru specijalizacija iz kirurgije, ortopedije, ortopedije-traumatologije i subspecijalizacije iz traumatologije. Sudjeluje i u nastavi Zdravstvenog veleučilišta u Zagrebu (studija sestrinstva, fizikalne terapije, laboratorijske medicine i radiološke tehnologije), kao i srednjih medicinskih škola u Zagrebu (medicinske sestre i tehničari te fizioterapeutski tehničari).

## Ustrojstvo Klinike za traumatologiju
1. Uprava
2. Zavod za kirurgiju zdjelice
3. Zavod za kirurgiju kralježnice
4. Zavod za endoprotetiku
5. Zavod za sportsku traumatologiju
6. Zavod za kirurgiju šake
7. Zavod za opekline
8. Klinička jedinica - Operacijski blok
9. Poliklinika s hitnim prijemom i gipsaonicom
10. Klinička jedinica – Banka tkiva

Predstojnik Klinike za traumatologiju je prof.dr.sc. Aljoša Matejčić, dr.med.

## Vanjske poveznice
- KBC Sestre milosrdnice: Klinika za traumatologiju (službene stranice)